# Konon Trofimowitsch Molody
Konon Trofimowitsch Molody, Spionagename Gordon Lonsdale (russisch Конон Трофимович Молодый; * 17. Januar 1922 in Moskau; † 11. Oktober 1970 ebenda), war ein sowjetischer Spion, der in den 1950er und frühen 1960er Jahren im Vereinigten Königreich tätig war.

## Leben

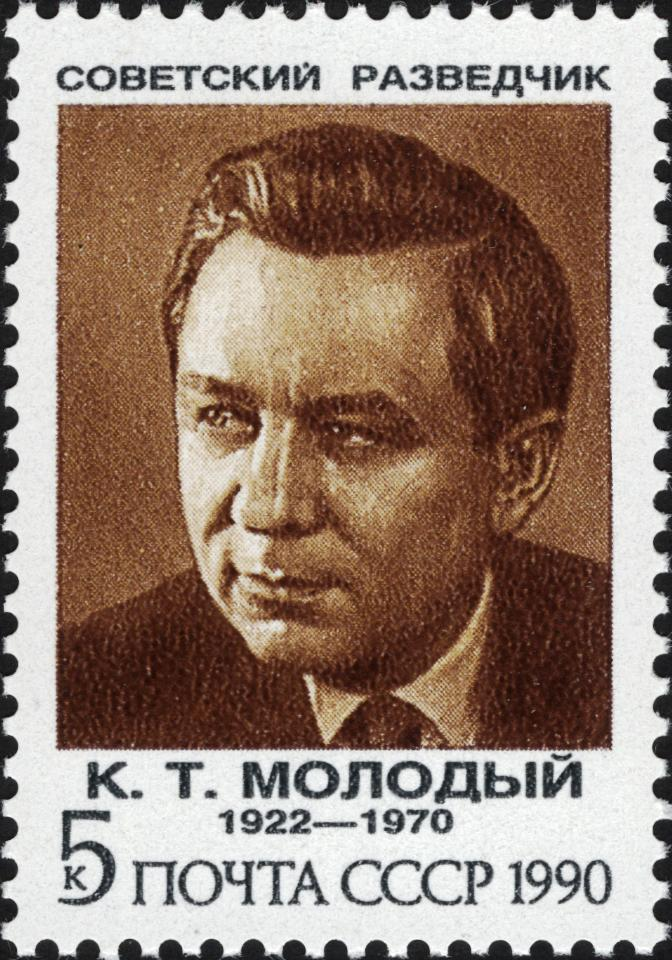
Sowjetische Briefmarke von Konon Molody

Im Laufe seiner Karriere arbeitete Molody für das sowjetische Innenministerium, das NKWD, und später für den KGB. Unter dem Namen Gordon Lonsdale reiste er in den 1950er Jahren in das Vereinigte Königreich, wo er sich als Geschäftsmann ausgab und versuchte, geheime Informationen über britische Atomwaffen und andere militärische Geheimnisse zu sammeln.
Molody wurde 1961 in London festgenommen und stand in einem Prozess wegen Spionage vor Gericht. Er wurde schuldig gesprochen und zu 25 Jahren Haft verurteilt, jedoch 1964 gegen den in der Sowjetunion als Spion inhaftierten britischen Geschäftsmann und Spion Greville Wynne ausgetauscht. Der Austausch fand in Berlin am Checkpoint Heerstraße statt. Nach seiner Freilassung kehrte Molody in die Sowjetunion zurück und arbeitete weiter für den KGB.
Konon Molody starb am 11. Oktober 1970 in Moskau an einem Schlaganfall. Er wurde auf dem Moskauer Donskoi-Friedhof bestattet, nahe dem Grab von Rudolf Abel.

## Ehrungen
Die Sowjetunion ehrte ihn mit einer Briefmarke.